# Belvedere (banda)
Belvedere es una banda de punk rock canadiense formada en 1995. Bien conocida por su velocidad y sus voces melódicas. La banda consiguió ganarse un hueco en la escena de culto punk canadiense. La banda llegó a tocar en el Warped Tour y en el Groezrock Festival. 

## Historia
Belvedere fue fundada en Calgary, Alberta, en 1995, compuesta originalmente por 3 miembros: Steve Rawles (guitarra/voces), Brock (bajo), y Dan Hrynuik (batería). Con el paso de los años Belvedere mantuvo su sonido punk-melódico similar a bandas como Bad Religion y NOFX. 
A la banda se unió un segundo guitarrista, Scott Marshall; mientras que Jay Hollywood y Jayson Synclair reemplazaron a los antiguos batería y bajista respectivamente. 
Después de la separación de esta banda; Steve Rawles vocalista y segunda guitarra de la banda decidió armar otro proyecto
Con todos estos cambios, el cuarteto lanzó su álbum debut, Because No One Stopped Us, en 1998 mediante Hourglass (Calgary) y 206 Records (Los Ángeles). 
Durante el 1999 pasaron la mayor parte en la carretera, tocando con Bad Religion y Strung Out durante un tiempo, entre otras bandas de reconocido prestigio. 
A principios del año 2000 206 Records publicó el siguiente álbum de Belvedere, Angels Live in My Town; y ya en 2001, publicaron Twas Hell Said Former Child, que coincidió con su primera gira europea. 
En 2003 publicaron un álbum junto con Downway, Hometown Advantage, junto al nuevo batería Graham Churchill.
Cuando llegó el tiempo de crear un nuevo álbum de estudio, Belvedere se unió a Blair Calibaba, productor entre otros de Sum 41, en Calgary para la grabación de Fast Forward Eats the Tape. Compartieron fechas con Death by Stereo, Tsunami Bomb y Misconduct durante la primavera de 2004.

## Actualmente
La banda se separó a finales de 2005, tocando su último concierto en su ciudad natal Calgary en noviembre.Luego Steve Rawles decidió formar otra banda junto a Graham Churchill el baterista siguiendo un estilo parecido a belvedere el nombre de la banda es This is Standoff.
Belvedere confirmó que volverá a reunirse en el 2012 dando una serie de conciertos por variados lugares.Para mucha gente Belvedere marca un antes y un después en el estilo del hardcore melódico debido al esfuerzo técnico que agrega esta banda a sus canciones a partir del álbum Twas Hell Said Formed Child surgue un nuevo estilo que luego muchas bandas imitaron como Forus, Jet Market Straightaway, Waterweed, Play Attenchon etc.
En 2016 fueron parte de la gira We Are One Tour junto a Lagwagon, Mute y Adrenalized pasando por distintos países de Sudamérica como Brasil, Argentina, Chile, Perú, y Colombia. Este mismo año, se espera que saque un nuevo material después de 11 años, aunque ya sacaron un sencillo llamado Hairline

## Discografía
| Año  | Álbum                        |
| ---- | ---------------------------- |
| 1998 | Because No One Stopped Us    |
| 2000 | Angels Live in My Town       |
| 2001 | 'Twas Hell Said Former Child |
| 2003 | Hometown Advantage           |
| 2004 | Fast Forward Eats the Tape   |
| 2016 | The Revenge of the Fifth     |
| 2021 | Hindsight is the Sixth Sense |